# 西兰岛
西兰岛（發音：[ˈɕeˌlænˀ]）是丹麦本土第一大岛（7031平方公里，世界第95名），分别被大贝尔特海峡和厄勒海峡将其与菲英岛和斯科讷地区分隔。藉由大貝爾特橋與菲英岛相連結，和厄勒海峡大橋與瑞典相連結。丹麦首都哥本哈根就位于西兰岛东岸。